# Station Wunstorf
Station Wunstorf (Bahnhof Wunstorf) is een spoorwegstation in de Duitse plaats Wunstorf in de deelstaat Nedersaksen. Het station ligt aan de spoorlijn Hannover - Minden, van deze lijn takt de spoorlijn naar Bremen af. Daarnaast begint hier de goederenlijn om het centrum van Hannover naar Lehrte. 

## Indeling
Het station bestaat uit twee delen, met in het midden tussen de sporen het stationsgebouw. Langs het stationsgebouw zijn er twee zijperrons. Aan de noordkant en de zuidkant van het stationsgebouw is er ook nog een eilandperron. De noordelijke perrons (spoor 1, 2 en 4) zijn voor de treinen Bremen - Nienburg - Hannover, de zuidelijke perrons (spoor 7, 8 en 9) voor de treinen Minden - Hannover. Het station is vanaf drie zijdes te bereiken, via de voetgangerstunnel die de straten Bahnhofstraße en Adolph-Brosang-Straße verbindt. Daarnaast is het mogelijk om via de straat Hindenburgstraße, die tussen de sporen ligt, het station te bereiken. De perrons zijn via trappen en liften vanaf de voetgangerstunnel te bereiken. De perrons zijn deels voorzien van overkappingen. 
Het stationsgebouw staat tussen de sporen, een zogenaamde eilandstation (vergelijkbaar met de stations Uelzen en Minden). In het gebouw is er een horecagelegenheid en een DB Reisezentrum (OV-Servicewinkel).
Het station heeft twee bushaltes. Aan de zuidzijde, langs de straat Adolph-Brosang-Straße, ligt de bushalte "Bahnhof Südseite". Aan de noordzijde ligt het centrale busstation van Wunstorf. Op twee locaties zijn er taxistandplaatsen, namelijk tussen de sporen en aan de noordzijde.
Op drie locaties zijn er grote Parkeer en Reis-terreinen en fietsenstallingen. Zowel aan de noord-, zuidzijde en tussen de sporen kunnen auto's en fiets geparkeerd worden.

## Verbindingen
Station Wunstorf is een halte voor alle Regional-Express-treinen. De treinen richting Minden wordt door Westfalenbahn geëxploiteerd en richting Bremen door DB Regio Nord. Deze vervoerder exploiteert ook de S-Bahn van Hannover, waar dit station een onderdeel van is. De volgende treinseries doen het station Wunstorf aan:
| Serie | Treinsoort                       | Route | Bijzonderheden                      |
| ----- | -------------------------------- | --- | ----------------------------------- |
| RE 1  | Regional-Express (DB Regio Nord) | Hannover Hbf – Wunstorf – Nienburg (Weser) – Verden (Aller) – Bremen Hbf – Delmenhorst – Hude – Oldenburg (Oldb) Hbf – Leer (Ostfriesl) – Emden Hbf – Norddeich Mole | Rijdt eenmaal per twee uur.         |
| RE 8  | Regional-Express (DB Regio Nord) | Bremerhaven-Lehe – Bremerhaven Hbf – Bremen Hbf – Verden (Aller) – Nienburg (Weser) – Wunstorf – Hannover Hbf                                                        | Rijdt eenmaal per twee uur          |
| RE 60 | Regional-Express (Westfalenbahn) | Rheine – Osnabrück Hbf – Bünde (Westf) – Löhne (Westf) – Bad Oeynhausen – Minden (Westf) – Wunstorf – Hannover Hbf – Lehrte – Braunschweig Hbf                       | Ems-Leine-Express 1x per twee uur   |
| RE 70 | Regional-Express (Westfalenbahn) | Bielefeld Hbf – Herford – Löhne (Westf) – Bad Oeynhausen – Minden (Westf) – Wunstorf – Hannover Hbf – Lehrte – Braunschweig Hbf                                      | Weser-Leine-Express 1x per twee uur |
| S1    | S-Bahn (DB Regio Nord)           | Minden (Westf) – Haste – Wunstorf – Seelze – Hannover Hbf – Weetzen – Barsinghausen – Haste                                                                          |                                     |
| S2    | S-Bahn (DB Regio Nord)           | Nienburg (Weser) – Wunstorf – Seelze – Hannover Hbf – Weetzen – Barsinghausen – Haste                                                                                | Zondags alleen Nienburg - Hannover  |

Hannover Hbf ·
Hannover-Nordstadt ·
Hannover-Leinhausen · 
Letter ·
Seelze ·
Dedensen/Gümmer ·
Wunstorf ·
Haste ·
Lindhorst ·
Stadthagen ·
Kirchhorsten ·
Bückeburg ·
Minden (Westf) ·
Porta Westfalica ·
Bad Oeynhausen ·
Löhne (Westf) ·
Hiddenhausen-Schweicheln ·
Herford ·
Brake ·
Bielefeld Hbf ·
Brackwede ·
Isselhorst-Avenwedde ·
Gütersloh Hbf ·
Rheda-Wiedenbrück ·
Oelde ·
Neubeckum ·
Ahlen (Westf) ·
Heessen ·
Hamm (Westf)